# Woman (Barrabás)
Woman is een single van Barrabás. Het is afkomstig van hun album Barrabás soms getiteld Wild safari. Barrabás was een Spaansemuziekgroep met leider, muziekproducent en drummer Fernando Arbex. Barrabás bracht het tot twee kleine hitjes, dit Woman en On the road again in 1982. Woman was eerder uitgegeven in 1972, maar verkocht toen niet. De stijl is te vergelijken met die van Santana, maar dan funky.

## Hitnotering

### Nederlandse Top 40
| Hitnotering: week 14 t/m 18 in 1974 | Hitnotering: week 14 t/m 18 in 1974 | Hitnotering: week 14 t/m 18 in 1974 | Hitnotering: week 14 t/m 18 in 1974 | Hitnotering: week 14 t/m 18 in 1974 | Hitnotering: week 14 t/m 18 in 1974 | Hitnotering: week 14 t/m 18 in 1974 |
| Week:                               | 1                                   | 2                                   | 3                                   | 4                                   | 5                                   |                                     |
| ----------------------------------- | ----------------------------------- | ----------------------------------- | ----------------------------------- | ----------------------------------- | ----------------------------------- | ----------------------------------- |
| Positie:                            | 38                                  | 27                                  | 28                                  | 37                                  | 37                                  | uit                                 |

### NederlandseDaverende 30
| Hitnotering: 23-3-1974 t/m 19-4-1974 | Hitnotering: 23-3-1974 t/m 19-4-1974 | Hitnotering: 23-3-1974 t/m 19-4-1974 | Hitnotering: 23-3-1974 t/m 19-4-1974 | Hitnotering: 23-3-1974 t/m 19-4-1974 | Hitnotering: 23-3-1974 t/m 19-4-1974 |
| Week:                                | 1                                    | 2                                    | 3                                    | 4                                    |                                      |
| ------------------------------------ | ------------------------------------ | ------------------------------------ | ------------------------------------ | ------------------------------------ | ------------------------------------ |
| Positie:                             | 30                                   | 23                                   | 30                                   | 28                                   | uit                                  |